# Vincent Keymer
Vincent Keymer (Mainz, 15 de novembro de 2004) é um Grande Mestre de xadrez alemão. Foi o número 1 no ranking da FIDE de juniores em janeiro de 2024 e número 12 no raking absoluto.

## Biografia
Keymer aprendeu xadrez com seus pais aos cinco anos de idade, em 2017 se tornou Mestre Internacional e em 2019, aos 14 anos, completou a última norma para conquistar o título de Grande Mestre, tornando se o alemão mais joven a conquistá-lo. O título foi aprovado pela FIDE no início de 2020. Keymer foi treinado pelo GM Húngaro Peter Leko. Em 2021, Keymer terminou em 5º lugar no torneio Grand Swiss da FIDE.